# Hálslón
Hálslón is een kunstmatig meer in het oosten van IJsland. Het meer is ontstaan door het afdammen van de twee gletsjerrivieren Jökulsá í Fljótsdal en de Jökulsá á Dal, die beide hun oorsprong hebben in het noordoostelijke deel van de Vatnajökull. Het 57 km² grote Hálslón-reservoir is ongeveer 25 kilometer lang en 2 kilometer breed. Het oppervlak ligt op 625 meter boven zeeniveau, en het meer is tot 200 meter diep. Het wateroppervlak kan eventueel 50 tot 75 meter dalen. Het meer is aangelegd voor de Kárahnjúkavirkjun, een waterkrachtcentrale in aanbouw. De stroom zal gebruikt worden voor de nieuwe Fjarðaál aluminiumsmelter in Reyðarfjörður.
Met het vollopen van het meer zijn de watervallen Kringilsárfoss en Sauðárfoss verdwenen. De berg Sandfell (678 meter) ligt in het meer, en alleen de top steekt er nu als een eiland boven uit.